# Regelwerk (Straßenbau)
Ein Regelwerk im Straßenbau ist eine Sammlung von technischen Regeln und Bestimmungen für den Entwurf, den Bau und Erhaltung von Straßen und deren Bestandteile.

## Merkmale
Das Regelwerk fasst die Erfahrungen und Erkenntnisse der vergangenen Jahrzehnte zusammen und wird in größeren Abständen den aktuellen Veränderungen angepasst. Die Inhalte markieren den Stand der Technik und besitzen in der Regel Rechtsverbindlichkeit. In begründeten Fällen (beispielsweise Wirtschaftlichkeit) besteht allerdings die Möglichkeit, von den Regeln abzuweichen, wenn die Verkehrssicherheit nicht beeinträchtigt wird.
In Deutschland wird das technische Regelwerk größtenteils von der Bundesanstalt für Straßenwesen (BASt) und der Forschungsgesellschaft für Straßen- und Verkehrswesen (FGSV) entwickelt und vom Bundesministerium für Digitales und Verkehr mit einem allgemeinen Rundschreiben (ARS) bekanntgegeben und für das Fernstraßen-Bundesamt eingeführt. 
In Österreich werden die Richtlinien und Vorschriften für das Straßenwesen von der Forschungsgesellschaft Straße – Schiene – Verkehr (FSV) ausgearbeitet. 
Das in der Schweiz gültige Normenwerk für das Strassen- und Verkehrswesen entwickelt und überarbeitet der Verband der Strassen- und Verkehrsfachleute (VSS).